# Момчило Ступар
Момчило Ступар (Ламинци, 16. јануар 1940) српски је историчар.

## Биографија
Момчило Ступар се родио 16. 1. 1940. године у Ламинцима код Градишке. Кад је завршио основну школу у Новој Тополи, као сиромашно дијете, отишао је у Сплит и Пулу и тамо завршио поморску школу, специјалност подводни акустичар или ловац на подморнице. Након шест година укрцања и пловидбе на броду R-51, пошто је у Никшићу завршио PA групе: историја и географија, прелази у просвјету гдје је радио као наставник све до пензионисања. Његови ученици су данас: доктори медицине, пилоти, архитекти..., а то је оно што је Момчило често истицао у настави: богата је и моћна она земља која има јак научни квадар. Уз рад је дипломирао на Правном факултету у Бањалуци - тачно 1980. године. Воли да парафразира мисао свјетског генија научника Алберта Анштајна: "Овај свијет има наде ако се преваспита и створи нова свијест код људи, а тај грандиозни задатак лежи на плећима просвјетних радника". Живи у градићу Челинац код Бањалуке.